# Італія в Другій світовій війні
Королівство Італія вступило у Другу світову війну на боці країн Осі 10 червня 1940 року, оголосивши війну Великій Британії та Франції. 28 жовтня 1940 Італія оголосила війну Греції, 6 квітня 1941 — Югославії. 22 червня 1941 Італія разом з країнами Осі напала на СРСР. 11 грудня 1941 Італія разом з Німеччиною оголосила війну США.
Італійські війська брали участь у боях на півдні Франції, в Північній Африці, в Греції і Югославії, а також на східному фронті проти СРСР. За період з 1940 по 1943 роки під італійською окупацією знаходилися частини територій Франції, Югославії, Греції, а також захоплена в 1939 Албанія.
До 1943, в результаті військових невдач і кризи в тилу, Італія втратила всі свої колонії в Африці, а також Сицилію. 25 липня 1943 фашистський лідер Італії Беніто Муссоліні був заарештований. 3 вересня 1943 новий італійський уряд уклав перемир'я з США та Великою Британією. 8 вересня 1943 капітуляція Італії набрала чинності.
У вересні 1943 Німеччина окупувала Північну і Центральну Італію. 12 вересня 1943 р. Муссоліні був звільнений німецькими військами. 23 вересня 1943 р. на окупованих Німеччиною італійських територіях була проголошена Італійська соціальна республіка, яка продовжувала війну аж до свого краху в 1945.
Королівський уряд Італії 13 жовтня 1943 р. оголосив війну Німеччині та країнам Осі. На окупованих німцями територіях Італії розгорнулося партизанський рух опору. Зусиллями партизан і англо-американських військ Італія була звільнена від німецької окупації. 28 квітня 1945 Муссоліні був розстріляний. 29 квітня 1945 німецькі війська в Італії капітулювали.

## Передумови війни
У 1930-і роки Італія проводила агресивну зовнішню політику. 3 жовтня 1935 вона вторгається до Ефіопії і до травня 1936 захоплює її. У 1936 році була проголошена Італійська імперія. Середземне море оголошується «Нашим морем» (лат. Mare Nostrum). Акт необґрунтованої агресії викликає невдоволення у західних держав і Ліги Націй. Погіршення відносин із західними державами штовхає Італію на зближення з Німеччиною. В січні 1936 Муссоліні дає принципову згоду на анексію німцями Австрії за умови їх відмови від експансії на Адріатиці.
6 листопада 1937 Італія приєднується до Антикомінтернівського пакту.
7 квітня 1939 Італія окуповує Албанське королівство, де встановлюється італійський протекторат. Вплив Італії на Албанське королівство ще в період 20—30-х років був дуже значним, а окупація і встановлення італійського правління довершили почате.

## Озброєння і стан армії

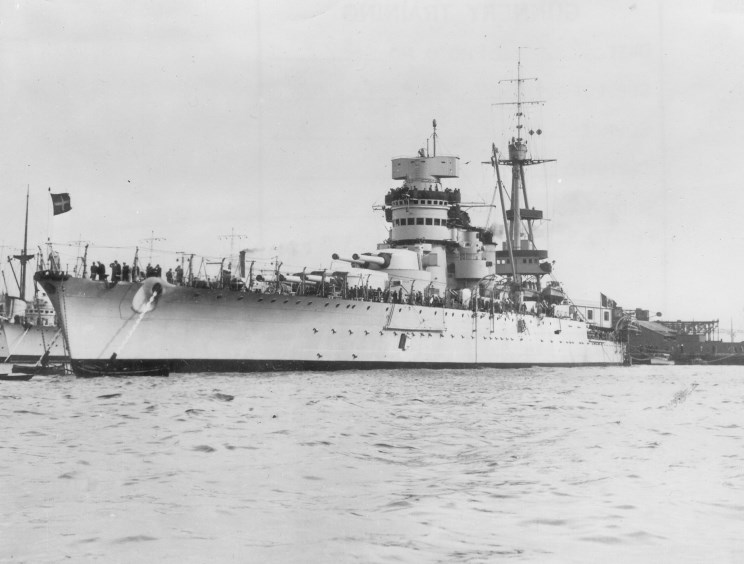
Лінкор Королівського ВМФ Італії — «Джуліо Чезаре»

До початку Другої світової війни Королівство Італія мала в цілому сильну, боєздатну армію. Традиційно найбільш потужним і великим видом збройних сил країни був військово-морський флот. Лінкори типу «Конте ді Кавур» та «Андреа Доріа», майже три десятки крейсерів різного типу, есмінці, міноносці, торпедні катери, великі й малі підводні човни тощо. Найбільш успішними і елітними підрозділами військово-морського флоту Італії були підводні диверсанти 10-ї флотилії штурмових засобів очолювані «чорним князем» Юніо Валеріо Боргезе.
Військово-повітряні сили Королівства Італія, створені на самому початку XX століття, ще до Другої світової війни встигли взяти участь у багатьох військових конфліктах, таких як: Італо-турецька війна, Перша світова війна, Італо-ефіопська війна 1935—1936 рр., Громадянська війна в Іспанії. ВПС оснащувалися всіма сучасними на той момент типами літаків вироблених італійськими компаніями, серед яких: винищувачі: Fiat CR.32; Fiat CR.42 Falco; Fiat G.50 Freccia. Бомбардувальники: Breda Ba.65 ; Breda Ba.88 Lince; Savoia-Marchetti SM.79 Sparviero. Транспортні літаки: Savoia-Marchetti SM.74. Гідролітаки: Savoia-Marchetti S.55; CANT Z.506 Airone; Fiat RS.14 та ін.
Аж до кінця 30-х років італійські бронетанкові сили були представлені в основному вітчизняними бронеавтомобілями, танкетками, застарілими легкими танками типу Fiat 3000 і двома важкими танками Fiat 2000 створеними ще наприкінці Першої світової війни. Напередодні Другої світової війни були прийняті на озброєння нові типи бронетехніки: легкі танки L6 / 40; середні (за італійською класифікацією) M11 / 39 ; бронеавтомобілі AB40 / 41. У цілому сирі конструкції  прагнули подальшого вдосконалення, а перші бої в Греції і Африці зажадали створення нових типів бронетехніки і артилерії, протитанкові САУ, штурмові знаряддя, бронетранспортери. Артилерія була представлена значною кількістю гармат, створених ще в роки Першої світової війни, а також рядом гармат, створених в міжвоєнний період. До вступу в Другу світову війну італійська промисловість сама забезпечувала армію озброєнням. Після капітуляції Франції Італії дісталася певна кількість французької військової техніки: танки, літаки, стрілецька зброя.

## Участь у війні

### Вторгнення у Францію
Ввечері 10 червня Італія оголосила війну Франції і Великій Британії. Замислена Беніто Муссоліні, як велика переможна кампанія на загальному фоні краху Франції під ударами військ Вермахту, операція італійських військ в цілому провалилася. Хоча метою наступу визначалося опанування Західних Альп на території Франції та прилеглих земель до міста Ніцца, італійцям вдалося захопити лише незначні ділянки місцевості в прикордонній смузі.

### Балкани
В кінці жовтня 1940 італійські частини, розквартировані в Албанії, почали вторгнення в Грецію. Однак несподіваний опір греків, а потім і зимові холоди трохи не обернулися для італійців поразкою. Становище здавалося безвихідним, але в квітні 1941 німці в результаті тритижневої кампанії захопили Афіни. Настільки ж блискавична військова кампанія незадовго до цього призвела до німецької окупації Югославії.

### Східний фронт
22 червня 1941 року Італія разом з Третім Рейхом і Румунією оголосила війну Радянському союзу. Італія відрядила до СРСР експедиційний корпус, що підпорядковувався командуванню 11-ї німецької армії генерал-полковника О. фон Шоберта. До нього увійшли: 3-тя моторизована дивізія «Принц Амедео герцог д'Аоста», 9-та моторизована дивізія «Пасубо», фашистський легіон «Тальяменто», кавалерійські полки «Савойя» і «Новара», 52-га автотранспортна дивізія «Торіно» — загалом 62 000 італійських військовиків. Італія не мала територіальних претензій до СРСР. Вона прагнула до домінування на Середземноморському театрі (гасло: «Корсика-Ніцца-Савоя і Мальта-Кіпр — італійські»), а також до розширення своїх територій на Балканах за рахунок Югославії (район Трієст — Фіуме).
У липні 1942 року, корпус був поповнений і змінив назву на «8-ма італійська армія», котра була підпорядкована групі армій «B» німецького генерала Максиміліана фон Вейхса. Його чисельність зросла до 200 тис. чол. Майже вся 8-ма армія була знищена під Сталінградом в листопаді-грудні 1942. В ході операції «Уран», італійські сили спробували стримати радянський наступ, але були розгромлені. Згідно з італійськими джерелами, близько 20 800 солдатів загинуло в боях, 64 000 було захоплено в полон і 45 000 вдалося відступити.

### Війна приходить на італійську землю
Падіння 13 травня 1943 року Тунісу, останнього оплоту держав Осі в Африці, докорінно змінило ситуацію на Середземноморському театрі бойових дій Другої світової війни. Вже через тиждень на нараді Адольф Гітлер висловив сумніви щодо стабільності уряду Беніто Муссоліні, й 21 травня керівник Верховного командування Вермахту фельдмаршал Вільгельм Кейтель видав директиви для розробки низки операцій на випадок капітуляції Італії і запобігання її можливим спробам укласти сепаратне перемир'я з країнами антигітлерівської коаліції.
У ніч на 10 липня союзники висадилися на Сицилії і за тиждень зломили опір ворога. Серед однопартійців Муссоліні відкрито зазвучали голоси з критикою його діяльності і нагальною вимогою обговорити стан справ в партії і країні. І хоча головнокомандувач німецькими військами на Середземномор'ї генерал-фельдмаршал Альберт Кессельрінг після зустрічі 22 липня з Муссоліні доповів Гітлеру, що той «як і раніше, міцно тримається в сідлі», скликана через два дні Велика фашистська рада переконливою більшістю голосів висловила дуче вотум недовіри, що дало королю право 25 липня усунути його з посади. За наказом генерала Бадольйо, що того ж дня очолив уряд, Муссоліні «був узятий під посилену охорону заради його ж безпеки» й доправлений до гірськолижного готелю в горах Абруццо.